# 津田菜都美
津田 菜都美 （つだ なつみ、1993年10月8日 - ）は、日本の女優、タレント。所属事務所はアヴィラ。長崎県大村市出身。

## 出演

### 映画
- ようこそ美の教室へ（2014年、白川幸司監督）- 生徒役
- 奇特な幸子（2016年11月、宮原周平監督、短編映画）- 三嶋コウ役
- いのちあるかぎり～木田俊之物語～（2017年4月24日、渡邊豊監督、ベストブレーン）- 木田南役
- 時時巡りエブリデイ（2017年7月15日、塩出太志監督、Grand Master Campany）- 晴子役[2]
- 脱脱脱脱17（2017年9月2日、松本花奈監督、SPOTTED PRODUCTIONS）- なつき 役[3]
- 棘の中にある奇跡 〜笠間の栗の木下家〜（2018年3月2日、植田尚監督、ユウプロモーション） - 岡本沙織役
- 飢えたライオン（2017年10月、緒方貴臣 監督、キャットパワー）- 生徒役[4]
- 小河ドラマ 龍馬がくる（2018年12月15日公開、細川徹 監督、関西テレビ）- 現代合コン女性役[5]
- HONEY SCOOPER EPISODE:4（2019年3月、阿部裕樹監督）- 若菜役
- 鈍色のキヲク（2019年7月13日、渡邊豊監督、オデッサ・エンタテインメント）- 黒川役[6]
- 秒速、一光年（2019年10月、王奔監督、短編映画）-  主演 レイナ 役 キネマ座映画祭グランプリ受賞作品
- ぞっこんヒールズ ぬるりと解決（2021年8月27日、塩出太志監督） - 海野渚役[7][8]
- 心の詩～扉の向こうに～（2022年、渡邊豊監督、アイエヌジー）- 本山結衣役[9]
- Ringo Juice （2022年、Alin Bijan監督）- 主演 Hanako Satoda 役 日米共同製作映画[10]

### テレビドラマ
- デリバリーお姉さん（2016年1月、テレビ神奈川）
- 小河ドラマ 龍馬がくる(2018年、CS 時代劇専門チャンネル×関西テレビ共同製作)　- 合コン女性役[11]
- 簡単なお仕事です。に応募してみた 第3話（2019年8月、日本テレビ）- ギャル役
- 銀座黒猫物語 第9話 Bar yu-nagi 編（2020年9月11日、関西テレビ）- 主人公真衣の友人役

### バラエティ
- 真夜中のおバカ騒ぎ!（2017年3月 - 2018年1月、千葉テレビ・MXテレビ）[12]
- タカトシのバラエティだろ〜が!!（2017年11月、AbemaTV）[13]
- 俺の持論（2018年1月 - 2月、テレビ朝日）
- 内村さまぁ〜ず（2018年9月、MXテレビ）
- 陸海空 こんなところでヤバいバル陸海空 地球を征服するなんて ラブアース シーズン3（2019年2月 - 3月、AbemaTV）
- 土曜はナニする!?（2020年9月、関西テレビ）
- 中居大輔と本田翼と夜な夜なラブ子さん（2021年8月、TBS）
- 山里ゼミナール（2021年8月、Pravi）[14][15]

### CM
- 福井銀行 マイカーローン店頭申込編（2017年 - 2021年）
- 投資信託協会　webCM（2018年）
- ルートインホテルズ いってらっしゃませ編（2019年）
- エコクルファクトリー（2019年）
- 男梅サワー webCM（2020年）
- 日本マクドナルド ごはんバーガー農家でごはん編（2021年9月）

### ラジオ
- DearMusic yoursongs（2013年4月 - 9月、レインボータウンエフエム放送）[16]

### ミュージックビデオ・PV
- PV 9次元から来た男 清水崇監督（2015年）
- MV  ツキアタリ右「ノスタルジア」（2016）
- MV  RETO「君は僕のロックスター」（2016）
- PV「東京製本組合」（2017年）- 本田製子 役
- PV 資生堂 ｢COLOR MIRROR｣（2020年 - ）

### その他
- ミュージカル「FAVFIVE THE MUSICAL」（2014年10月 - 12月）- 藤沢萌 役  2020年東京オリンピックバスケットボール競技推進作品、全国ツアー[17]
- ミスFLASH2017ファイナリスト（2016年6月 - 10月、光文社）
- 京王閣競輪マスコットガール『OVAL Angel』（2018年 - ）[18][19][20][21][22][23]
- 小説・漫画「天空のストラーダ」ボイスドラマ＆朗読ナレーション（2019年 - ）[24]
- 全国農業PRガール アグリファミリー（2020年 - ）[25][26]